# Syntia Ellward
Syntia Ellward (ur. 3 marca 1993) – polska lekkoatletka specjalizująca się w biegach średniodystansowych.

## Kariera sportowa
Srebrna medalistka mistrzostw Polski w sztafecie 4 × 400 metrów (2012) oraz brązowa w biegu na 800 metrów z halowych mistrzostw Polski (2015). Medalistka mistrzostw kraju w juniorskich kategoriach wiekowych.
Jej siostra – Agnieszka także uprawia lekkoatletykę (chód sportowy)

## Rekordy życiowe
- Bieg na 600 metrów (stadion) – 1:30,07 (2012)
- Bieg na 600 metrów (hala) – 1:29,97 (2015)
- Bieg na 800 metrów (stadion) – 2:03,28 (2015)
- Bieg na 800 metrów (hala) – 2:02,94 (2015)